# Parachute T-11
 (mai 2013).
Si vous disposez d'ouvrages ou d'articles de référence ou si vous connaissez des sites web de qualité traitant du thème abordé ici, merci de compléter l'article en donnant les références utiles à sa vérifiabilité et en les liant à la section « Notes et références ».

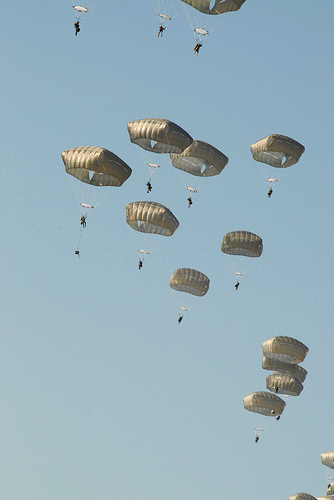
Parachutistes utilisant le T-11.

Le système de parachute non manœuvrable T-11 est le plus récent parachute adopté par l'Armée de terre des États-Unis et l'Armée canadienne, il est fabriqué par IRVIN-GQ (en). Le T-11 remplace à partir des années 2000 le parachute T-10 conçu par Irvin Aerospace - qui en 2007 a fusionné avec IRVIN-GQ -, introduit en 1955. Le T-11 inclut un parachute et une réserve complètement redessinée ainsi qu'un nouveau système de harnais qui peut être utilisé sur un plus grand éventail de soldats avec des poids différents contrairement à l'ancien T-10. Dans les Forces canadiennes, le T-11 remplace le CT-1.

## Conception

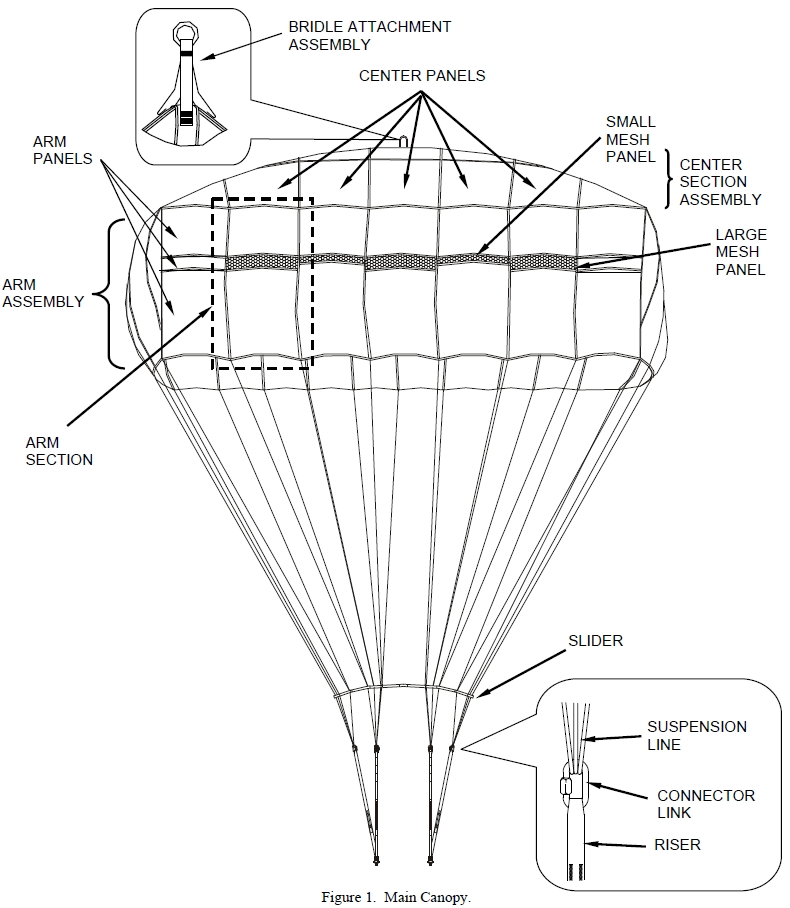
Schéma du parachute principal T-11.

Le parachute principal est en forme de cruciforme. La voilure, une fois gonflée, a un diamètre de 14 % plus grand et une surface de 28 % plus grand que l'ancien T-10. Le parachute principal, utilise une séquence unique de déploiement pour réduire le choc d'ouverture et l'oscillation du parachute. Le T-11 a été conçu pour avoir un taux de descente de 5 m/s pour environ 95 % des sauteurs, comparativement à 7 m/s avec le T-10. Cette réduction du taux de descente va permettre de réduire considérablement les blessures liées à l’atterrissage des sauteurs.
Le parachute de réserve est un dérivé du système de parachute de réserve à basse altitude (LLPR) de conception aéro-conique. Le LLRP a été conçu pour gonfler rapidement s'il y a une malfonction à basse et à haute vitesse. Il élimine aussi le risque de conflit avec la voilure principale. Le harnais du parachute T-11 est conçu pour déplacer la force du choc de l'ouverture du parachute de secours uniformément sur l'axe longitudinal du corps du sauteur.
Le parachute principal avec le poids du harnais est de 16,7 kg ; et le système de réserve est de 6,7 kg ; pour un total de 23,4 kg;la parachute principal une fois gonflé à un diamètre de 2,7 m2; et la réserve un diamètre de 1,9 m2.

## Caractéristiques techniques[2]
Parachute principal T-11

Un soldat équipé d'un parachute T-11 de la 173e brigade aéroportée américaine sautant d'un hélicoptère Chinook au camp d'entrainement de Grafenwöhr pour un exercice en 2013.

- Poids du parachute principal et du harnais : 16,7 kg
- Diamètre de la voilure : 8,7 m
- Taux de descente au-dessus du niveau de la mer : (180 kg, 82,3 kg, AUW) moins de 5 m/s
- Vitesse maximum de l'aéronef : 280 km/h
- Poids maximum sous voilure :180 kg
- Angle d'oscilation : moins de 5 degrés
- Altitude minimum de déploiement : 150 m ±40 m
- Altitude maximal de déploiement : 2 290 m ±40 m
- Durée d'utilisation : 15 ans de conservation, 12 ans d'utilisation
- Cycle de repliage : 12 mois

Parachute de réserve T-11R
- Poids du parachute : 6,7 kg
- Diamètre de la voilure : 6,2 m
- Lignes de suspension : 20
- Taux de descente : (180 kg, 82,3 kg, AUW): moins de 8 m/s
- Perte de hauteur durant l'activation : 46 m, délai de 4 secondes après être sorti de l'avion
- Vitesse maximum de l'aéronef : 280 km/h
- Poids maximum sous voilure :180 kg
- Durée d'utilisation : 15 ans de conservation, 12 ans d'utilisation
- Cycle de repliage : 12 mois

## Utilisation
Le parachute T-11 est utilisé par l'Armée de terre des États-Unis et l'Armée canadienne. Il a aussi été adopté dans les Forces de défense finlandaises, ce qui en fait la première armée à l'utiliser en Europe.

## Historique
Le 12 juillet 2011, l'Armée de terre américaine a temporairement suspendu l'utilisation du parachute T-11 à la suite d'un dysfonctionnement qui a mené à la mort d'un soldat à Fort Bragg en Caroline du Nord. Les enquêtes sur l'accident ont révélé des problèmes potentiels avec le pliage, l'inspection, le contrôle de qualité et la mauvaise utilisation du parachute T-11. Le secrétaire à l'Armée des États-Unis, John M. McHugh, a ordonné une suspension des sauts jusqu'à ce que l'enquête soit complétée et que les changements nécessaires soient faits.